# Patio

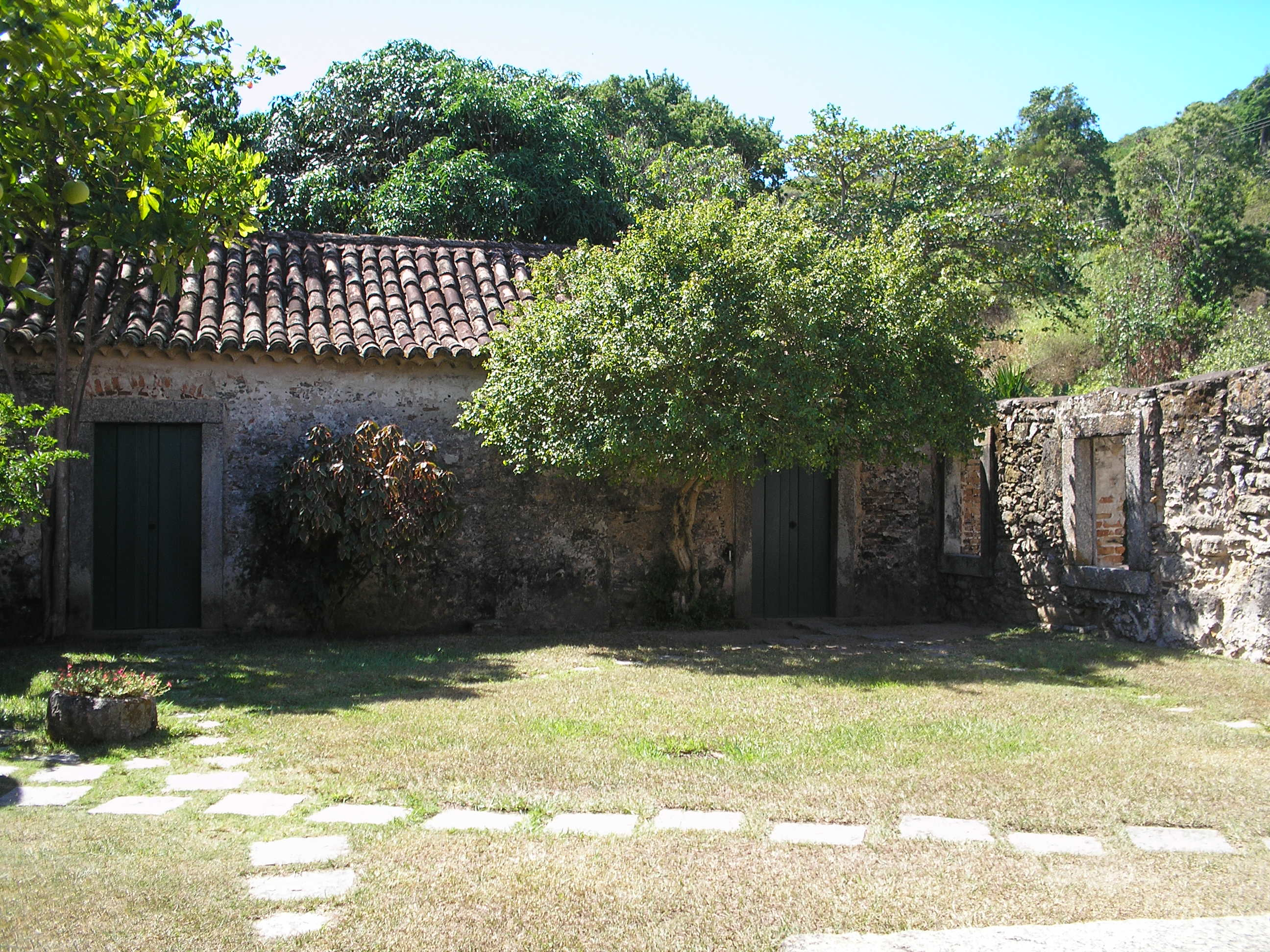
Patio de entrada al museo de arqueología de Itaipu (Niterói) en Brasil. Su diseño y aspecto podrían encontrarse en los patios rurales de gran parte de Iberoamérica y, por supuesto, en toda la cultura mediterránea.

Un patio (del latín «pactum» a través del occitano «pàtu») es una zona sin techar situada en el interior de un edificio. Puede considerarse un espacio posterior de una casa

## Estructura y tipos
El patio puede estar rodeado por tapias que lo separen de otros patios vecinos o de la vía pública, o rodeado completamente por el resto de piezas del mismo edificio. En todo caso será una zona sin techo, opcionalmente cubierta con porches, galerías interiores con columnas, vigas o arcadas para soportar la estructura del cobertizo.
En edificios altos de viviendas se crean espacios interiores o "patio de luces" para iluminar las habitaciones interiores que dispongan de ventanas. El fondo del patio puede ser privado (anexo a la vivienda de las plantas bajas) o comunal, bien como zona común accesible, o cerrada por motivos de seguridad. Estos patios pueden coincidir con otros análogos de edificios vecinos e incluso quedar con un lado abierto a la calle para obtener mayor iluminación.

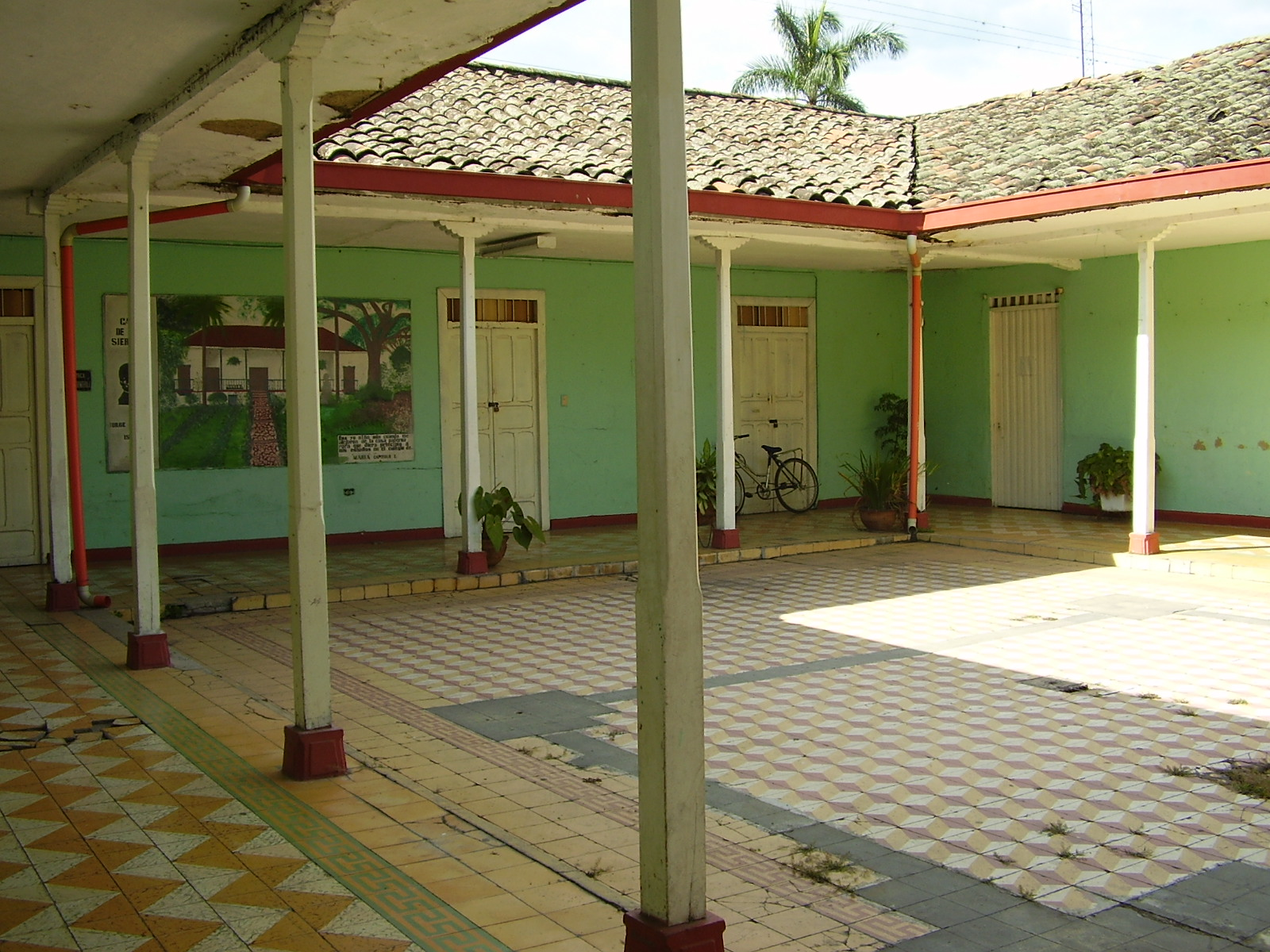
Patio interior en el sector antiguo de la ciudad de El Cerrito, Colombia.

El suelo de los patios puede estar pavimentado, o poseer una zona ajardinada. En cualquier caso, suele disponer de un sistema de drenaje o de evacuación del agua de lluvia para evitar así su acumulación. Las casas romanas (domus) solían disponer de un depósito de agua, o impluvium, que se llenaba directamente con la lluvia.

## El patio andaluz
En Andalucía, la fusión arquitectónica del mundo romano y musulmán han generado a través de los siglos una cultura particular de los patios que en muchas localidades se manifiesta cada primavera con fiestas y concursos para incentivar su cuidado y decoración. Son especialmente celebrados el concurso de patios en Córdoba y las fiestas de La Cruz de mayo, en Sevilla.

## Patio de corrala
El diseño elemental de los patios en la arquitectura básica de la casa romana, desarrolló a lo largo de la Edad Media un tipo de vivienda-hacienda en torno a un gran patio o corral. En las villas del sur de Europa, esa estructura sirvió a su vez de espacio escénico dando lugar a los corrales de comedias, amplios patios rodeados por galerías. Hoy día encontramos en Almagro (Ciudad Real) uno de los más representativos del siglo XVII y el único completamente conservado. En el siglo XIX, esta estructura se magnificó a su vez en las grandes corralas vecinales de ciudades como la capital de España. En 2007, existían aun cerca de quinientas corralas en Madrid, principalmente en los barrios de Lavapiés, La Latina y Palacio.

## Patios de Sorolla
Como espacio de luz y color, el patio fue un motivo pictórico muy común entre los pintores mediterráneos del siglo XIX. Para uno de ellos, el valenciano y maestro del impresionismo español, Joaquín Sorolla, los tres patios de su casa en Madrid (uno de ellos extenso jardín con rincones evocadores de diferentes paisajes), fueron el refugio en el que continuó pintado en la última etapa de su vida. Después de su muerte fue convertido en el Museo Sorolla.

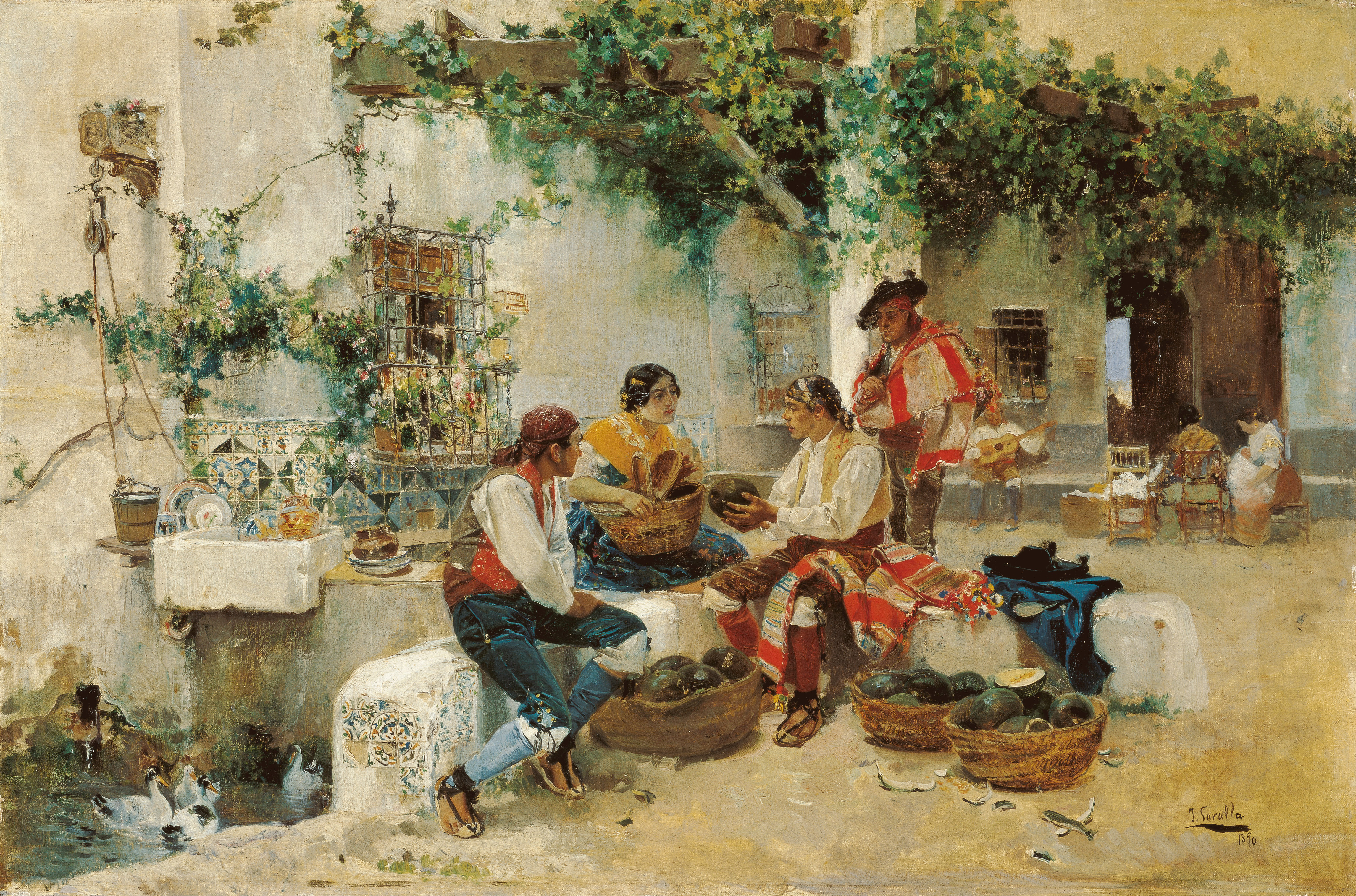
Vendiendo melones (1890), en un patio levantino. Museo Thyssen de Málaga.
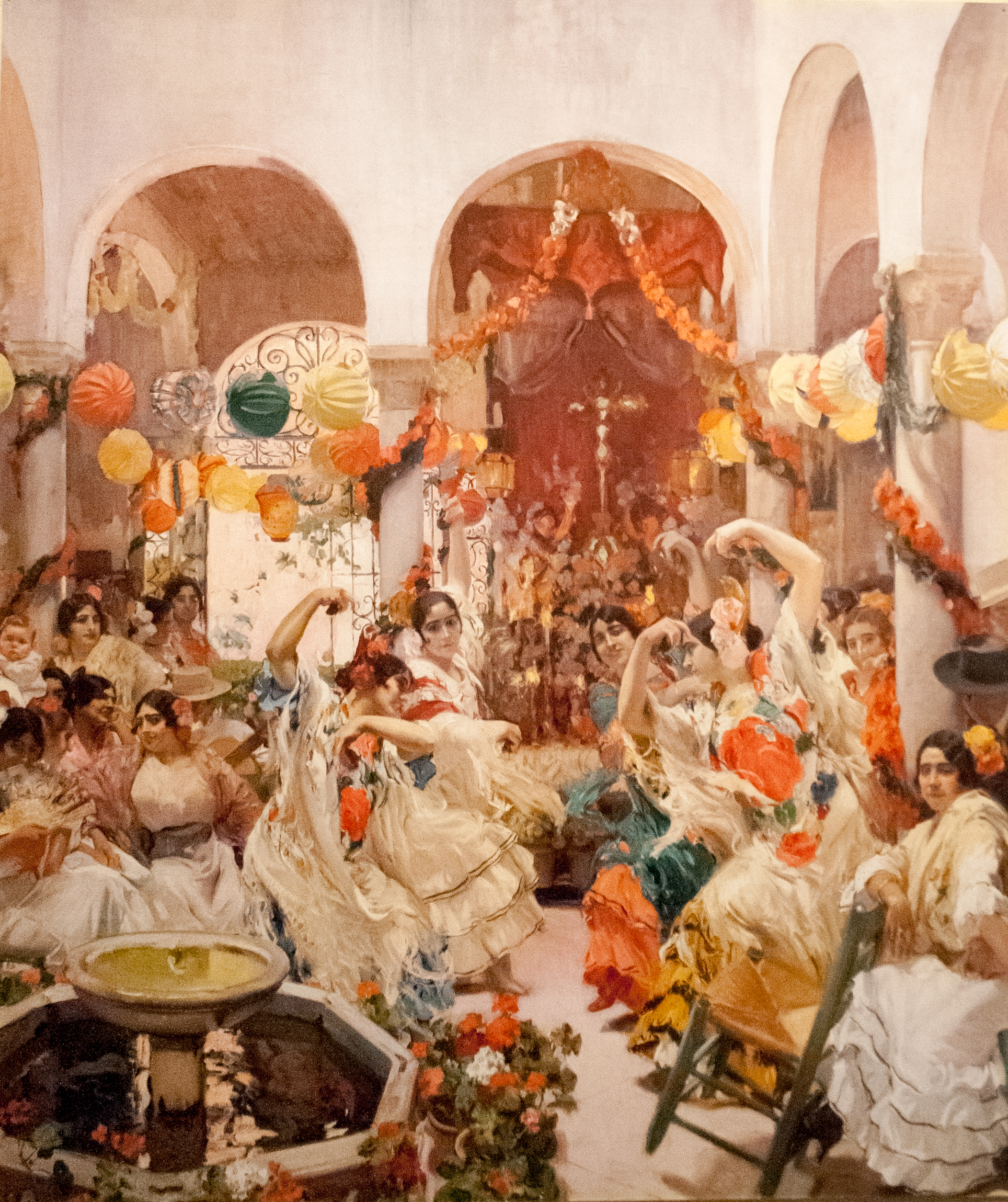
El baile o La Cruz de mayo en Sevilla (1915). Museo Sorolla (Madrid).
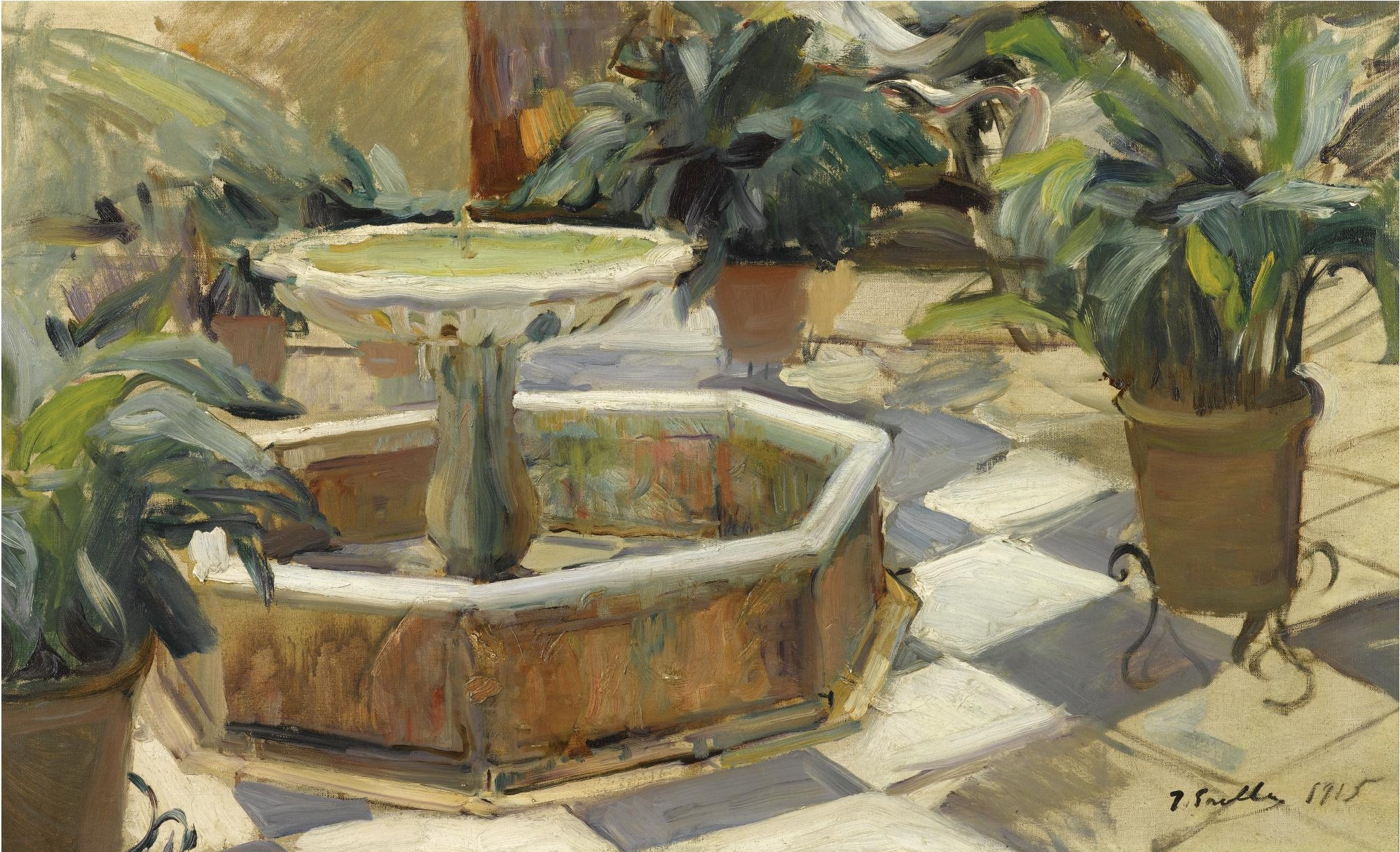
Fuente en un patio sevillano (1915), en cp.
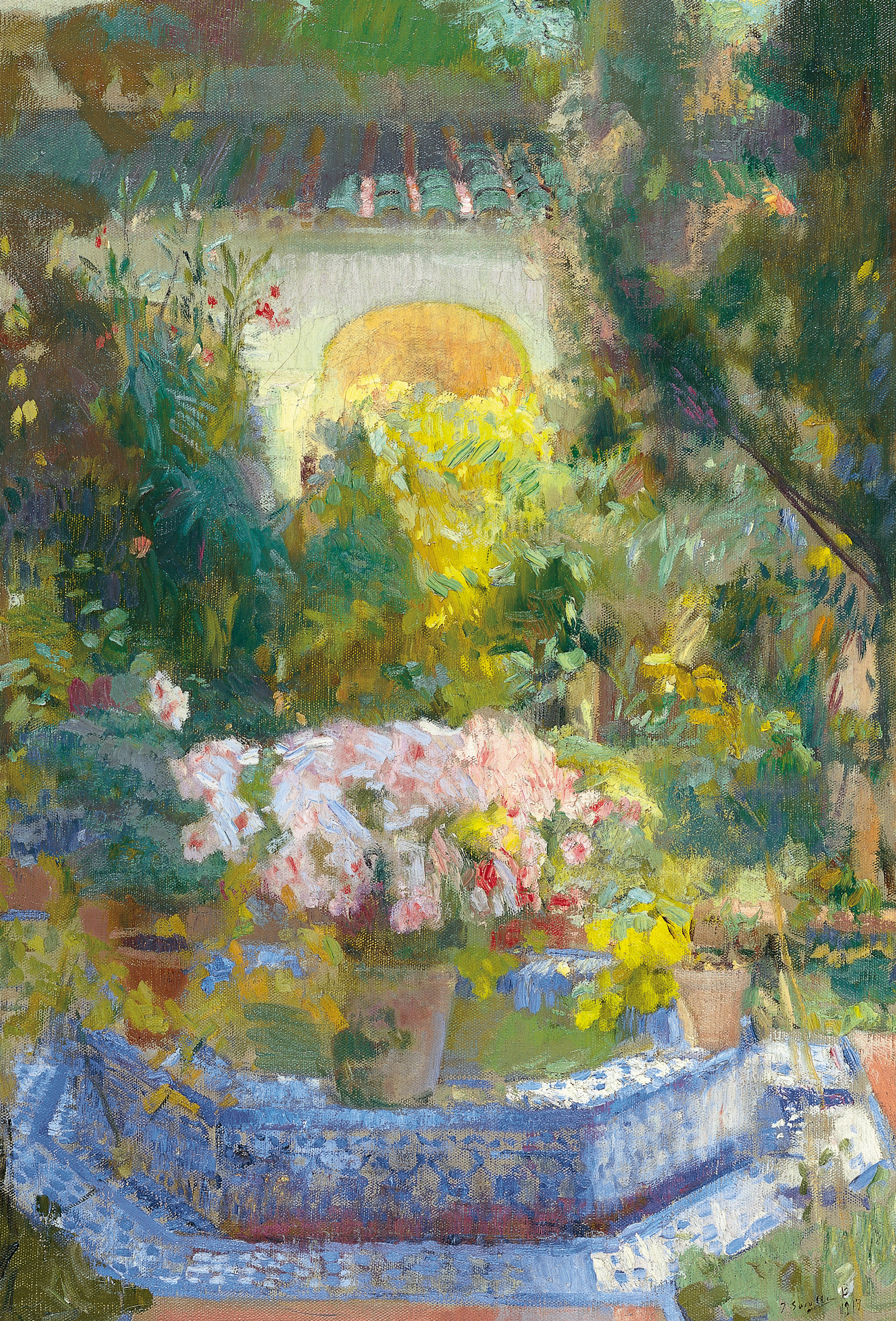
Fuente de mosaico en el Patio de la casa (1917). Museo Thyssen de Málaga.
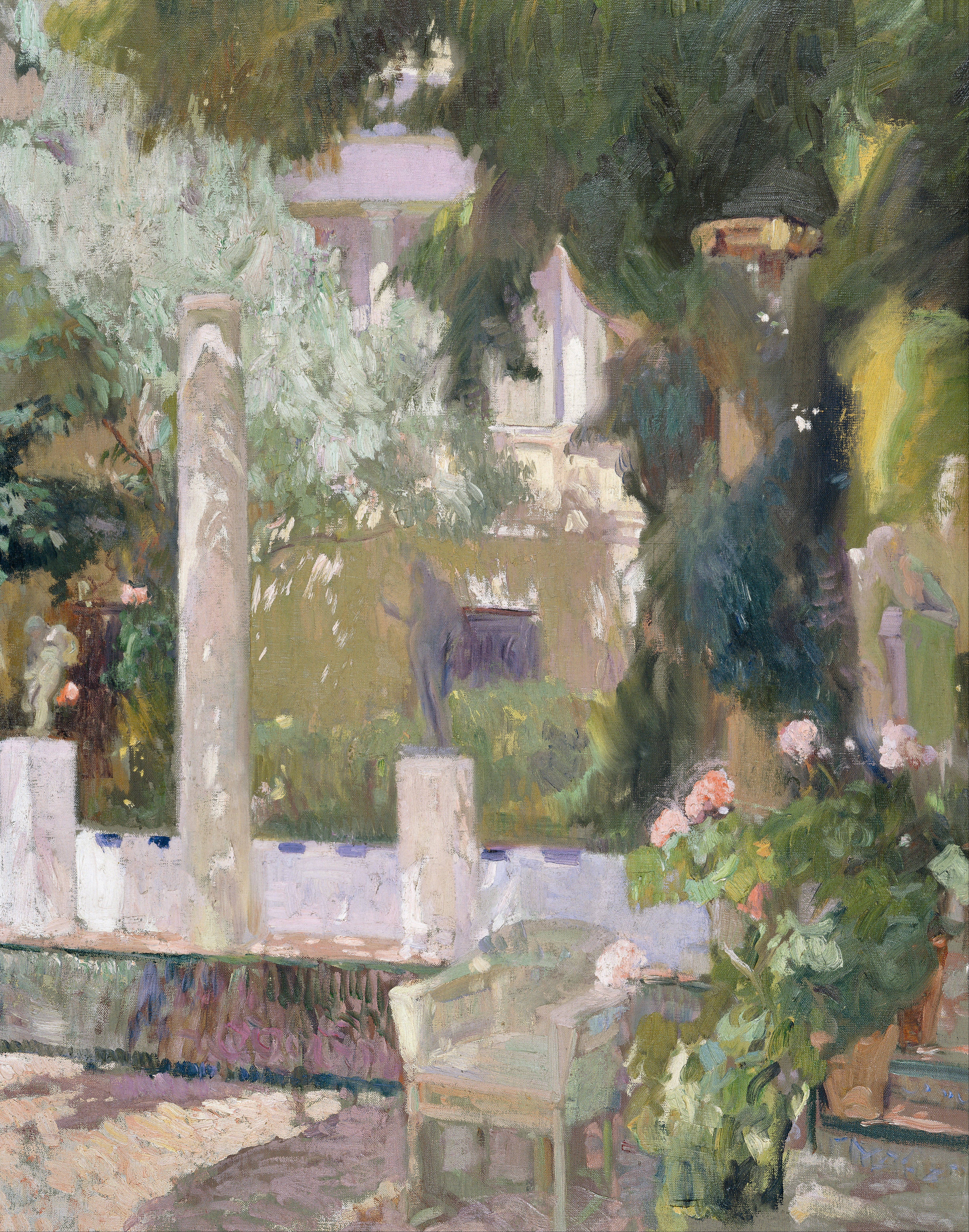
Jardín de la Casa Sorolla (pintura de 1920)